# Fernando Fernández Martín
Fernando Fernández Martín (ur. 29 maja 1943 w Santa Cruz de La Palma) – hiszpański polityk, lekarz, nauczyciel akademicki, samorządowiec, prezydent Wysp Kanaryjskich, od 1994 do 2009 poseł do Parlamentu Europejskiego IV, V i VI kadencji.

## Życiorys
W 1965 ukończył studia medyczne na Uniwersytecie Nawarry, kształcił się następnie w Barcelonie i Paryżu. Uzyskał specjalizację w zakresie neurologii i neuropsychologii klinicznej (1968), a w 1975 doktoryzował się w zakresie nauk medycznych.
Od 1965 pracował jako nauczyciel akademicki, od 1969 był starszym wykładowcą w San Cristóbal de La Laguna, w 1984 został zastępcą profesora. W latach 1971–1999 zajmował stanowisko dyrektora oddziału neurologii w szpitalu uniwersyteckim Wysp Kanaryjskich.
Jednocześnie prowadził aktywną działalność polityczną, najpierw w Centrum Demokratycznym i Socjalnym (m.in. jako przewodniczącym struktur regionalnych od 1983 do 1989), następnie w ramach centroprawicowej Partii Ludowej (PP). Był członkiem regionalnego parlamentu Wysp Kanaryjskim (1983–1994) i prezydentem regionalnego rządu (1987–1990).
W 1994 po raz pierwszy uzyskał mandat deputowanego do Parlamentu Europejskiego. W 1999 i 2004 odnawiał go na kolejne kadencje. Zasiadał w grupie chadeckiej. Był m.in. wiceprzewodniczącym Komisji ds. Rozwoju i Współpracy (1999–2002). W PE zasiadał do 2009.